# ينس فوجت
ينس فوجت (بالنرويجية البوكمول: Jens P. Vogt)‏ هو مهندس وشخصية أعمال نرويجي، ولد في 23 سبتمبر 1830، وتوفي في 25 أكتوبر 1892.